# Gustave Lefèvre

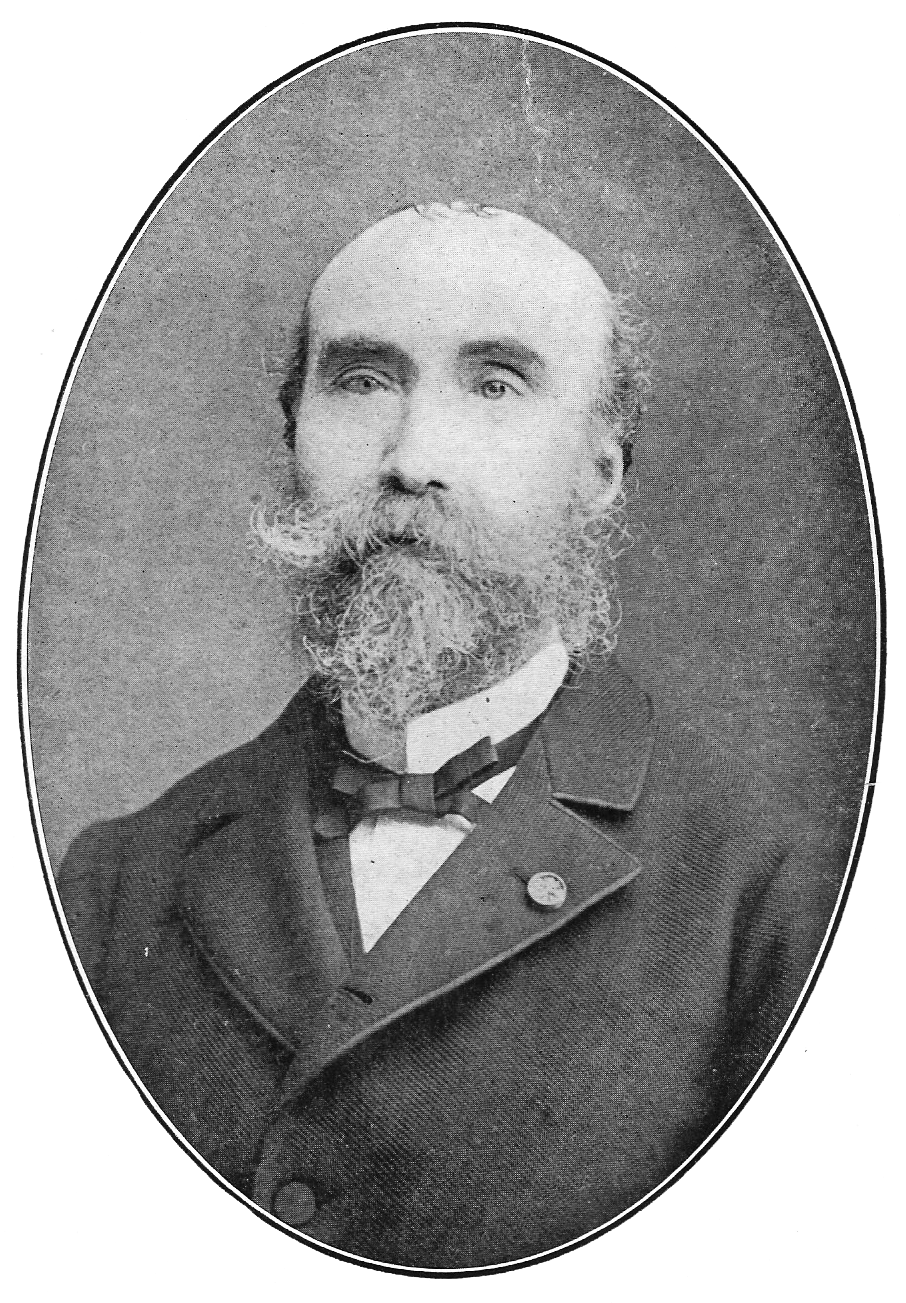
Gustave Lefèvre

Gustave Lefèvre (* 2. Juni 1831 in Provins; † 17. März 1910 in Boulogne-Billancourt) war ein französischer Musikpädagoge und Komponist.
Der Schüler von Pierre de Maleden gründete an der École Niedermeyer 1859 die Societé du progrès artistique, in der er Konzerte und Ausstellungen von Malern und Bildhauern organisierte. 1865 heiratete er Niedermeyers Tochter und übernahm die Leitung der Schule, die er bis zu seinem Tod 1910 innehatte. Sein Nachfolger wurde Henri Heurtel. Zu seinen Schülern zählten u. a. Eugène Gigout, Émile Bouichère, Edmond Missa und sein Schwiegersohn Léon Boëllmann.
Lefèvre komponierte neben Liedern u. a. eine Messe, eine Grande Symphonie sowie kammermusikalische Werke.